# Eduard Mikaeljan
Eduard Balabekowitsch Mikaeljan (armenisch Էդուարդ Միքայելյան; * 25. Mai 1950 in Jerewan) ist ein ehemaliger armenischer Turner, der in den 1970er Jahren für die Sowjetunion antrat.
Mikaeljan gehörte zur sowjetischen Riege bei den Olympischen Spielen 1972 in München. Nikolai Andrianow, Michail Woronin, Wiktor Klimenko, Eduard Mikaeljan, Alexander Malejew und Wladimir Stschukin gewannen im Mannschaftswettbewerb die Silbermedaille hinter den Japanern. Als viertbester Turner der sowjetischen Riege lag Mikaeljan auf dem 20. Platz, nur die drei besten Turner jeder Riege traten zum Einzel-Mehrkampf an. An den Geräten lag Mikaeljan am Seitpferd und am Barren auf dem achten Platz, nur sechs Turner je Gerät erreichten das Finale. 
Bei den Weltmeisterschaften 1974 in Warna gewannen erneut die Japaner den Mannschaftswettbewerb vor der sowjetischen Mannschaft mit Nikolai Andrianow, Eduard Mikaeljan, Wladimir Martschenko, Paat Schamugia und Wladimir Safronow.